# Šamar Janka
Šamar Janka (včasih napisano kot Šamar-janka) je drugi studijski album prekmurske progresivne rock skupine ŠKM banda, izdan leta 29. februarja 2008 pri založbi God Bless This Mess Records. Album je bil dve minuti čez polnoč na dan izdaje cel dan na voljo v obliki brezplačnega prenosa z uradne spletne strani skupine, dan kasneje pa je bil izdan v fizični obliki na CD-ju.
Album je bil uradno predstavljen 1. marca v klubskem prostoru društva MIKK v Murski Soboti, gost pa je bila skupina Mlada beltinška banda. Na albumu je tudi njihova priredba pesmi "Čas".
Naslov albuma se navezuje na šamarjanko, vrsto ljudskega plesa s Primorske. Delovni naslov albuma je bil Nema posta.

## Kritični odziv
Album je prejel dobre ocene. Za MMC RTV-SLO je Dušan Jesih o albumu zapisal: "Doživeto interpretacijo s prvenca so ohranili, neoklesanost pa s pomočjo dobre produkcije, ki še poudarja dinamičnost in kompleksnost skladb, spremenili v uglajeno nekonvencionalnost." Za Mladino pa je David Verbuč rekel: "Na [albumu] so se fantje izkazali z bolj prečiščenim slogom, prosojnejšo produkcijo in predvsem z odločnejšo, energičnejšo in suverenejšo igro ter se hkrati še bolj oddaljili od postane postrockovske idiomatičnosti."
Na Radiu Študent je bil album uvrščen na 2. mesto Naj domače tolpe bumov, seznama najboljših slovenskih albumov leta.

### Priznanja
| objava        | uvrstitev | seznam                      |
| ------------- | --------- | --------------------------- |
| Radio Študent | 2.        | Naj domača Tolpa bumov 2008 |

## Seznam pesmi
Vso glasbo je napisala skupina ŠKM banda.
| Št. | Naslov                               | Dolžina |
| --- | ------------------------------------ | ------- |
| 1.  | „Srečko Kosovel‟                     | 3:30    |
| 2.  | „Patentat‟                           | 3:35    |
| 3.  | „Dešč‟                               | 3:44    |
| 4.  | „Cirkus‟                             | 4:04    |
| 5.  | „Nema posta‟ (akustična verzija)     | 3:03    |
| 6.  | „Lubrikantri‟                        | 2:38    |
| 7.  | „Čakanje v šumi‟                     | 4:19    |
| 8.  | „B.O.C.A.‟                           | 2:40    |
| 9.  | „Buraz‟                              | 3:09    |
| 10. | „Plesen‟                             | 3:28    |
| 11. | „Čas‟ (izvaja Mlada beltinska banda) | 3:29    |

## Zasedba
ŠKM banda
- Mitja Sušec — kitara
- Iztok Koren — kitara
- Jernej Koren — bas kitara
- Jernej Sobočan — bobni

Mlada beltinška banda
- Miha Kavaš — violina
- Blaž Ščavničar — klarinet
- Dani Kolarič — cimbale
- David Santro — harmonika
- Luka Ščavničar — kontrabas

Tehnično osebje
- Ivor Knafelj - Plueg — miks, produkcija, mastering
- Lucijan Prelog — oblikovanje